# Aa (Möhne)
Aa je rijeka u Sjevernoj Rajni-Vestfaliji, Njemačka, lijeva pritoka Möhne u Brilonu. Duljina joj je 7,4 km, a površina porječja 23.071 km2.
Izvor Aa je u selu Altenbüren. Odavde teče u smjeru istoka. Na 473 m/nm njezin tok skreće prema sjeveru. U blizini se s juga ulijeva Hillbringse. Pola kilometra dalje je pet bivših mlinova u Aatalu, zvanih Aamühlen. Fülsenbecke pritječe sa sjevera u blizini. Aa svladava visinsku razliku od 72 m, što odgovara prosječnom nagibu korita od 9,7 %.

## Vanjske poveznice
|  | Zajednički poslužitelj ima još gradiva o temi Aa (Möhne) |